# Ley de Empresas Públicas
La Ley Nº 16.211, conocida como Ley de Empresas Públicas, fue aprobada en Uruguay durante la administración de Luis Alberto Lacalle, y motivó un intenso debate político y social; parte de su contenido fue derogado por un referéndum popular.
Esta ley representaba un paso clave del gobierno en materia de privatizaciones. Fue defendida en particular por Ignacio de Posadas, primero senador y después ministro de Economía. Fue parcialmente derogada por la ciudadanía en un referéndum convocado a iniciativa de sectores sociales y políticos opuestos a estas medidas. No obstante, el Poder Ejecutivo logró hacer aprobar algunas medidas de liberalización de la economía y de reducción del papel del Estado en la misma, como la desmonopolización de los seguros, aprobada en 1993.

## Programa de privatizaciones
Apenas cincuenta días después de asumir la presidencia y a las dos semanas siguientes a la aprobación del “ajuste” fiscal por el Poder Ejecutivo, el 13 de septiembre de 1990, el gobierno presentó al Parlamento un proyecto de “Ley de modificaciones del régimen de empresas públicas del dominio industrial y comercial del Estado”. Con su firma, Lacalle distribuyó a los líderes integrantes de la “coincidencia nacional” un borrador de 125 artículos para discutir conteniendo las pautas para redactar la Ley de Empresas Públicas.
El trabajo para conciliar las diferentes opiniones que iban desde la expuesta por Jorge Batlle, partidario total convirtiéndolas en sociedades anónimas, hasta las de Alberto Zumarán y Carlos Julio Pereyra, que abogaban para que el Estado las mantuviera bajo su control mayoritario abriéndolas para recibir capitales extranjeros. Después de febriles negociaciones para obtener un consenso se llegó a la redacción del texto final el jueves 13 de septiembre de 1990, se aprobó por unanimidad de 4 votos de todos los Ministros reunidos en el Consejo. Levantaron sus manos los Secretarios de Estado que respondían directamente a Batlle, Jorge Pacheco Areco, Julio María Sanguinetti, Carlos Julio Pereyra y, desde luego, al Presidente de la República. 
El proyecto de ley suprimía varios monopolios estatales (como los seguros y la fabricación de alcoholes) y autorizaba a varios organismos (como Antel, Pluna y la Administración Nacional de Puertos) a asociarse con privados. También incluía la liquidación de ILPE, el organismo estatal dedicado a la pesca. El día que el proyecto fue aprobado en el gabinete, el presidente Lacalle declaró: “No me cabe duda de que se trata (…) de la sesión del Consejo de Ministros más importante del período de gobierno”. Lacalle destacó en aquel momento el amplio apoyo que tenía la iniciativa: “Todos los sectores (…) que están en el gabinete han dado su apoyo expreso (…). Es un compromiso asumido libremente, patrióticamente y entusiastamente por los principales dirigentes del Partido Colorado –los doctores Sanguinetti, Batlle y el señor Jorge Pacheco Areco– en las conversaciones previas a la formación del gobierno, y dentro del Partido Nacional por todos los sectores que están integrados dentro del gabinete”.
El titular de “Búsqueda” de su edición del día 20 de septiembre resume la importancia y trascendencia del Consejo de Ministros: “Tras siete décadas de estatismo, el gobierno dio el primer paso para la reducción de su dominio industrial y comercial”.
Al dirigirse al país para informar sobre la resolución tomada, Lacalle dijo: 

“No me cabe duda de que se trata – y así lo consignaron todos los sectores políticos representados en el gabinete nacional – de la sesión del Consejo de Ministros más importante del periodo de gobierno (…). El Uruguay se incorpora a las transformaciones que en todo el mundo marcan los tiempos modernos. Se inicia un proceso de cambio verdadero, hondo, que va a transformar la calidad de vida de los ciudadanos a los que invito a partir de ahora a participar de las discusiones sobre el tema, ingresando a él sin preconceptos. Ahora sí podemos afirmar que en el país comienzan a producirse cambios de importancia (…). Todos los sectores que integran la coincidencia nacional y que están en el gabinete, han dado su apoyo expreso y el apoyo de sus grupos políticos a las grandes líneas de este proyecto. Es un compromiso asumido libre, patriótica y entusiastamente por los principales dirigentes del Partido Colorado, los doctores Sanguinetti, Batlle y Pacheco Areco, en las conversaciones previas a la formación del gobierno y dentro del Partido Nacional por todos los sectores que están integrados dentro del gabinete”

Se hacía claro que el lento trámite de la Ley de Empresas Públicas que se llevaba a cabo en la Cámara de Senadores terminaría mucho después de 1990. Ante la situación y las dificultades que desde su punto de vista entorpecían el diligenciamiento de los proyectos de ley que consideraba esenciales para su gestión, y preocupado por el desgaste que ello significaba para su administración, por primera vez desde que gobernaba el país, Luis Alberto Lacalle decidió pasar de lleno a la ofensiva en una actitud que causó sorpresa.
Dijo Lacalle en su discurso pronunciado en un gimnasio de la ciudad de Libertad: 

"Tenemos que marcar una raya, tenemos que marcar dos posiciones; el país del más o menos, el país de la que te criastes, el país de, bueno, todo se va a arreglar, frente al país que está dispuesto a asumir las grandes transformaciones realmente revolucionarias que tienen que hacer para no quedarse en un mundo que cambia todos los días”.

Reclamó al Parlamento una “señal clara”, acerca de la voluntad de transformar el país. Después convocó a los “compatriotas” a:

"Asumir la carga del cambio, porque si estamos todos hartos de que las cosas no cambien, vamos a animarnos a cambiarlas entre todos, a romper los tabúes de 60 ó 70 años, los monopolios que enferman la economía. ¡Que se termine el monopolio del Banco de Seguros para que los seguros sean más baratos! (…) Que se termine con el monopolio de alcoholes que impide a las agroindustrias primarias la elaboración del alcohol, que se enajenen aquellos entes autónomos que están mejor en manos privadas. Vamos a decir claramente que ‘El Espinillar’ tendrá que pasar a manos privadas, tendrá que privatizarse Pluna, Antel, tendremos que librar al Estado de las cosas que hace mal."

Llegándose a casi la mitad de 1991 la Ley de Empresas Públicas continuaba su lento trámite en la Comisión del Senado: llegaba a ocho meses de estudios, tras los cuales se había resuelto quitar del proyecto la reforma del Puerto y de los servicios de Estiba por entender que el tema merecía una ley propia, en tanto que se habían agregado algunos artículos sobre el destino del dinero obtenido en los procesos de privatización futuros y establecimiento de sociedades anónimas mixtas para los acuerdos comerciales que celebren los entes con empresas privadas. El 15 de mayo el tema ingresó al plenario del Senado, momento en el que el doctor Américo Ricaldoni en nombre del Foro Batllista hizo llegar al senador Ignacio de Posadas las observaciones del proyecto anunciando que su grupo no votaría cinco artículos. No ofreció alternativa a esos artículos, pero tampoco les señaló defectos sustanciales. Habían pasado 14 meses desde que el documento inicial de trabajo había sido puesto en manos de todos los líderes políticos integrantes de la Coincidencia Nacional. Enterado de esta novedad durante una visita a Asunción del Paraguay el martes 14 de mayo, el presidente Lacalle, ante la pregunta de un periodista, señaló que: 

"Cuando se reúna el senado para tratar el tema, sería el día D, porque allí veremos quienes son los conservadores en el Uruguay y quienes son los que realmente quieren transformar el país. Y eso es un punto fundamental para el gobierno. Quien no acompañe la filosofía general del proyecto no pertenece al gobierno”.

El 25 de junio de 1991 veintiún senadores – todos los representantes de los partidos tradicionales con la excepción de Zumarán – alzaron la mano en el hemiciclo de la Cámara de Senadores para votar – en general – el proyecto de ley que comenzaba a revertir el papel que el Estado había mantenido durante décadas cumpliendo actividades industriales y comerciales. El bloque mayoritario – heterogéneo en su composición y con argumentos disímiles no se mantuvo a la hora de votar cada uno de los artículos que permitían la concesión de todos los servicios públicos a particulares. La discusión se había iniciado el 28 de mayo e hicieron falta ocho sesiones, en las que expusieron treinta Senadores. La votación final fue de 21 a favor (seis Herreristas, tres de Renovación y Victoria, tres de Movimiento de Rocha y los nueve colorados) y 10 en contra (siete del Frente Amplio, dos del Nuevo Espacio y Zumarán). El Foro Batllista (Sanguinetti) y la Cruzada 94 (Pablo Millor) no votaron cinco de los artículos, entre los que se encontraba el capítulo que concernía a las telecomunicaciones. En la Cámara de Diputados, asimismo después de maratónicas sesiones desarrolladas el 29 y 30 de septiembre, después de su estudio en la comisión la ley fue aprobada.
| Fecha de votación                                                       | Votos |    |   |   |   | VP | Total |
| ----------------------------------------------------------------------- | ----- | -- | - | - | - | -- | ----- |
| 25 de junio de 1991 Mayoría requerida: absoluta de los presentes(16/31) | Sí    | 11 | 9 |   |   | 1  | 21/31 |
| 25 de junio de 1991 Mayoría requerida: absoluta de los presentes(16/31) | No    | 1  |   | 7 | 2 |    | 10/31 |

A pesar de ello, en el mes de mayo, cuando el proyecto de ley estaba en la Comisión, el Frente Amplio hizo pública su propuesta de poner en práctica el mecanismo de referéndum en caso de que la iniciativa fuera aprobada, porque “está en peligro buena parte del patrimonio nacional que el liberalismo irresponsablemente se dispone a entregar”. Agregaba que la reforma “nos dejará un Estado inoperante” y pondría “en juego la soberanía misma del país”. Un documento denominado por la izquierda como “Grandes líneas de acción política: a discutirse en el II Congreso Nacional Ordinario, manifestaba que los partidos tradicionales proponen hacer al Estado funcional al modelo neoliberal y al modo de inserción del Uruguay en el sistema capitalista mundial orientado desde el exterior y enmarcado en la transnacionalizacion de la economía. El Frente Amplio debe movilizar la oposición a esa política entreguista, coordinando la acción parlamentaria y popular, en el acuerdo máximo posible con todas las fuerzas políticas dispuestas a cerrarle el paso al proyecto de derecha”.
El 1 de octubre, en un acto que contó con la participación notoria de Pacheco Areco y representantes de la Lista 15, además del Vicepresidente Gonzalo Aguirre Ramírez, Ministros y legisladores herreristas, el presidente Lacalle promulgó la Ley de Empresas Públicas que llevó el n.º 16.211 Archivado el 5 de marzo de 2016 en Wayback Machine..

### Plan de privatizaciones
A las 24 horas de promulgada la Ley de Empresas Públicas, que había llegado a ser la principal meta del Presidente Lacalle desde que asumiera el cargo, comenzaron los trabajos para iniciar un gran plan privatizador que permitiese salir de la órbita del Estado a aquellas empresas que, como la Compañía de Gas, los Ferrocarriles del Estado, la Industria Lobera y Pesquera, y Pluna, entraban un déficit funcionario muy importante. El país pagaba mucho dinero para mantenerlas en servicio sin lograr ganancias, lo que acumulaba el déficit de las cuentas del gobierno. En una reunión especial del Consejo de Ministros, lápiz en mano, se pasó revista a todas las áreas industriales y comerciales que ocupaba el Estado y que, al amparo de la ley, podían ser traspasadas al ámbito privado. Al mismo tiempo se conocían informaciones sobre el interés de las principales compañías telefónicas del mundo en Antel, a través de contactos oficiales realizados por France Télécom, la italiana Stet, Telefónica de España y las norteamericanas Nymex, Bell Atlantic, BellSouth y GTE.
En el marco de la ley aprobada el Uruguay inició el camino de las grandes reformas del Estado, concretándose la privatización de la Compañía de Gas, que fue vendida al grupo francés Gaseba; se efectuó la liquidación de la Industria Lobera y Pesquera dejando el Estado de cumplir las deficitarias tareas de pesca que pasaron a manos privadas a igual que los servicios de tierra en el Aeropuerto de Carrasco; se encaró la privatización del transporte aéreo al interior del país; se otorgó la concesión de servicios de agua potable y saneamiento en zonas de Maldonado y se adjudicó el sistema de telefonía celular.
UTE empezó a adquirir electricidad generada por el sector privado y se puso en marcha, por régimen de concesión de obra pública, la construcción de la indispensable doble vía Montevideo - Punta del Este con una inversión privada que se estimó en unos cien millones de dólares, construida en grandes tramos durante la presidencia de Lacalle.
Los efectos de la ley se hicieron notar. Se otorgó la concesión a privados para que explotaran diversos hoteles y paradores turísticos, iniciándose en la transformación radical del marco normativo con el decreto n.º 681/991 del 31 de enero de 1991 que declaró de interés nacional la actividad de inversión en categoría de Complejos Turísticos, y estableciéndose exoneraciones impositivas. De esta forma se mejoró sustancialmente el servicio por medio de medidas que facilitaron la importación para el reciclaje y puesta a nuevo de las instalaciones, en algunos casos, y construcciones modernas en otros, en más de cien complejos en todo el país por un monto estimado de 800 millones de dólares con un incremento del 40% de la capacidad hotelera. 
En lo que concierne al turismo, Punta del Este cambió su fisonomía y vida con dos obras trascendentes. La primera fue la construcción del nuevo y moderno aeropuerto de Laguna del Sauce, construido por el arquitecto Carlos Ott. La segunda fue la instalación del Hotel Conrad en los amplios terrenos de la Parada 3 que eran propiedad de AFE. Vendidos los terrenos, con el dinero obtenido se construyó el segundo liceo de Maldonado, obra ampliamente reclamada por el creciente número de habitantes de ese departamento. 
Paralelamente, al amparo de decisiones gubernamentales como la venta de los terrenos e instalaciones de la antigua cárcel de Punta Carretas, se iniciaba en Montevideo la mayor transformación comercial que durante décadas se operó en la capital del país con la construcción y habilitación al público de los tres modernos centros comerciales (además del ya citado y del preexistente Montevideo Shopping Center, se agregó Portones Shopping), cuyas construcciones significaron una inversión del orden de los 135 millones de dólares.
Montevideo para ese entonces no tenía terminal de autobuses. Cada empresa disponía de su propio local y estos locales estaban diseminados por diversos lugares de la ciudad, lo que dificultaba que los pasajeros adquirieran un billete y así tomar un ómnibus con destino a otra ciudad de Uruguay o de algún país vecino, construyéndose la Terminal de Tres Cruces y Shopping de Tres Cruces el cuarto centro comercial con que se dotó a la capital del país.
Mientras tanto en el Poder Legislativo ya tenían media sanción parlamentaria las leyes sobre desmonopolización de los seguros y alcoholes, en tanto que la Ley de reforma del puerto y la estiba también se encaminaba a su aprobación. Meses después, la sanción de la ley n.º 16.426 que permitió el ingreso de compañías privadas de seguros para competir con el Banco oficial, hizo realidad una iniciativa que Lacalle había planteado en 1988 cuando era senador. La liberalización de la producción de alcoholes se pondría en marcha en el período siguiente pero, en cambio, los beneficios de la Ley de reforma portuaria y servicios de estiba resultaron inmediatos: el tiempo medio de estados de los buques del puerto de Montevideo pasó de 78 horas a 34 horas y la reducción tarifaría alcanzó al 26% en materia de importación y a un 33% en cuanto al trasbordo y tránsito.
Todas estas medidas que permitieron la inversión privada y la generación de puestos de trabajo, se agregaron a los resultados beneficiosos de la política económica impuesta. En todas las zonas del país se advertía un elevado consumo, la sensible mejora de las condiciones de vida. Nunca en la historia del Uruguay se vendieron tantos automóviles nuevos como durante el quinquenio del gobierno de Lacalle. También aquellos que tenían que recurrir al transporte colectivo apreciaban la obra de la administración nacionalista del país.
El proceso de desarrollo del país iba aumentando y se redoblaría a partir del momento en que se transformara la situación jurídica de ANTEL y las telecomunicaciones, generando un ingreso superior a los quinientos millones de dólares.[cita requerida]

### El Fin de la Ley de Empresas Públicas
El martes 10 de diciembre de 1991 la Comisión de Defensa del Patrimonio y Reforma del Estado, en un comunicado informó que existe acuerdo en impugnar los artículos 1, 2, 3, 10 y 32 de la Ley de empresas públicas. El grupo que tenía el respaldo del PIT-CNT y del Frente Amplio anunció que el lanzamiento de la campaña que marcará el inicio de la recolección de firmas tendrá lugar el jueves 19 de diciembre. Un dato poco conocido merece revelarse. En el Plenario del Frente Amplio las posiciones no eran unánimes. Incluso, antes de que se adoptara una decisión, el Gral. Líber Seregni mantuvo una entrevista con Sanguinetti para auscultar su posición sobre una eventual campaña de recolección de firmas. Según publicó "La República" el 1 1 de octubre de 1991, el líder del Foro Batllista respondió negativamente mostrándose contrario a acompañar el referéndum. En tanto, en el Plenario, cuando se puso a votación si se impugnaba o no la ley de empresas públicas, la decisión no fue unánime y contó con un importante rechazo de la Vertiente Artiguista. Movimiento 26 de Marzo, Frente Izquierda de Liberación y el Movimiento Popular Frentamplista. La mayoría a favor fue formada por el MLN-Tupamaros, Corriente Popular, Pregón, Partido Socialista. Comunista, Por la Victoria del Pueblo y Movimiento 20 de Mayo. La Corriente de Unidad Frenteamplista, que en la primera votación se opuso al referéndum, luego cambió el voto y lo avaló. Los integrantes del MPP en su momento abandonaron la opción del referéndum, informando el diputado Hugo Cores y el Cr. Jorge Quartino que se inclinaban por una posición más radical, buscando consenso para impulsar una reforma constitucional o lisa y llanamente una ley derogatoria de la aprobada, según lo propuesto por el diputado Helios Sarthou ("La República". 8 de octubre de 1991, en nota titulada "El Frente Amplio dividido en la impugnación").
El Nuevo Espacio liderado por Hugo Batalla "seguramente no va a acompañar la propuesta de referéndum", según lo declaraba su conductor.
La Corte Electoral informó que el número de habilitados para volar ascendía a 2.359.291 ciudadanos por lo que para poner en marcha el recurso de referéndum debía presentar al organismo electoral 11.796 firmas (5% de los habilitados). Luego la Corte convocaría a la ciudadanía para que expresara si deseaba o no Referéndum. Para que hubiera consulta por lo menos 589.823 ciudadanos (25% de los habilitados) tenían que votar a favor en un solo día. Si en primera instancia ese tope no se alcanzaba, existía una segunda y definitiva consulta. En caso de no lograrse esos votos la ley quedaría definitivamente vigente. Si, en cambio, se obtenían los votos, entonces la Corte convocaría al referéndum donde el 50% de los votos definiría el destino de la ley por "Si" o "No".
Cuando la Comisión presentó a la Corte Electoral las firmas que habilitaron la consulta fijada para el 5 de julio de 1992, la BBC de Londres realizó un reportaje al Presidente Lacalle donde se le preguntó si pensaba renunciar al cargo para el caso de que la Ley de empresas públicas resultara derogada. "Yo de esta casa me voy a ir muerto o cuando termine mi período", respondió, agregando que "un eventual rechazo de la ley querrá decir simplemente que mi país no quiere modernizarse", pero aseguró: "'seguiré gobernando hasta el último día del mandato porque aquí estoy con el voto de la gente". Pocos días después, en una jugada de ajedrez, el mismo Presidente Lacalle invitó a la población por cadena de radio y TV a adherir al recurso contra la Ley a los efectos de forzar la convocatoria al plebiscito para que el tema se laudara definitivamente. Quería evitar la experiencia vivida con la Ley de caducidad. A las 18.00 horas del día de la consulta, luciendo saco sport a cuadros, llegó hasta el gimnasio "Your Hobby" ubicado en la calle Osorio 1212 de Pocitos, para sufragar.
El domingo 5 de julio de 1992 solo un 20,6% del total de habilitados (489.067 personas) concurrió a votar. El 18,9% (448.265) apoyó la papeleta blanca por la derogación parcial de la ley y el 0,9% (21.473) respaldó la hoja rosada por la derogación total. Los resultados adversos generaron un grave enfrentamiento en la izquierda analizándose la decisión de retirar a sus delegados de la Comisión y no apoyar la segunda convocatoria prevista para el Io. de octubre. El Senador José Germán Araújo afirmó que "discrepo con las afirmaciones que compañeros del Frente han realizado cuando consideran promisorio este resultado y hablan de una victoria en octubre. Esto es repetir el error. Si algo ha quedado derrotado es la política cupular que se ha llevado adelante, así como la política de alianzas, al margen de la que establecimos en el último congreso (...) El Frente se introdujo en una empresa no sólo innecesaria, sino suicida". 
El entonces Director de OPP, el Ing. Carlos Cat fue el único de los funcionarios del gobierno que se expresó sobre el resultado, señalando que "el país ha apoyado decididamente (...) la ley de empresas públicas" y que ello lo "reafirma en (...) continuar trabajando" en el proceso privatizador de ANTEL y PLUNA. "Así lo seguiremos haciendo, reafirmados en que los ciudadanos de nuestro país nos han dado "el espaldarazo que precisábamos", agregó quien también ocupaba la Presidencia del Directorio del Partido Nacional. El Presidente Lacalle, que había encargado al Ing. Cat que fuera el portavoz del gobierno, estaba mirando la televisión cuando aparecieron las declaraciones en vivo.
-"La macaneó..." dijo lacónicamente Lacalle, señalando luego que el tenor de esas afirmaciones "fuera de libreto" iban a unir otra vez a las fuerzas de izquierda que ya pensaban en tirar la esponja y dejar sin efecto la consulta de octubre. Indudablemente, de estrategia política pocos pueden tener tan amplio dominio, como él, de los más diversos aspectos.
Dentro de la Comisión, estribaron en las palabras del Ing. Cat y transformaron esa instancia en un pronunciamiento popular sobre la política económica. En un acto realizado en "El Galpón", Rodolfo Nin Novoa sostuvo que "el mismo día del Referéndum del 5 de julio, Cat salió a decir que todos los que no habían votado estaban a favor de la política económica del gobierno y de la orientación que el gobierno llevaba adelante; eso es falso y lo vamos a demostrar el 1º de octubre". Pese a que la Comisión de Defensa del Patrimonio no navegaba sobre aguas tranquilas ("este proceso de referéndum es una de las cosas más tristes que ha hecho el Frente Amplio en toda su historia", afirmó Francisco Rodríguez Camusso, quien agregó que la propaganda que se realiza es "insólita"; "ridícula" porque "se habla de blanco y negro, lo cual desnuda el concepto autoritario"), la polarización planteada se logró.
El del 1 de octubre de 1992, sobre un total de 738.405 votos emitidos, el 29.5% (apenas un 4.5% más del necesario) o sea 693.688 sufragios por la hoja blanca, habilitaron la convocatoria al referéndum. Hubo 14.960 votos por la papeleta rosa. 2.424 en blanco, 996 nulos y 26.337 observados.
En su único comentario público, el presidente Lacalle se limitó a decir a la agencia de noticias argentina Télam, que el gobierno "respetará la decisión de la gente porque en Uruguay impera la ley", mientras que el ahora Ministro de Economía y Finanzas, Ignacio de Posadas fue más explícito al señalar que "un grupo de ciudadanos decidió respaldar la papeleta blanca, pero ello en Uruguay demuestra que hay gente que rema contra la corriente, ya que la privatización de empresas públicas es un fenómeno mundial". Agregó que "nunca he visto en mi vida una campaña tan simplista, de mayor mala fe y. es curioso, no hubo una reacción contra ello. Se simplificó, se esloganizó y se mintió directamente". De Posadas admitió que la convocatoria al Referéndum no era una buena señal para el resto del mundo porque "todo va en determinada dirección y acá se hace lo contrario". 
El gobierno detuvo su accionar y todos, unos y otros, quienes estaban a favor de la ley y aquellos que impulsaban su derogación parcial, se enfrascaron durante algo más de dos meses en una virtual campaña electoral. Los bandas estaban muy claramente definidos con una sola excepción: el Foro Batllista de Sanguinetti que, según expresiones de su dirigente Ope Pasquet se encontraba en un "brete diabólico". El manes 6 de octubre de 1992 el presidente Lacalle llamó por teléfono a Sanguinetti para invitarlo a una reunión con la finalidad de conversar sobre él tema del referéndum. Sorpresivamente escuchó como respuesta, la información de que el Foro Batllista estaba deliberando sobre el tema. 
-"Pero Vds. están jugados en defensa de la ley", atinó a decirle Lacalle. 
Al día siguiente, apremiado por la necesidad de fijar posición, Sanguinetti se dedicó a la elaboración de un documento que expresaría la posición oficial del Foro, el cual fue leído a la dirigencia. Sostenía que "el país ha sido encerrado extremistamente por dos corrientes, una reaccionaria que dice disparatadamente que hay que destruir el Estado batllista y otra igualmente reaccionaria, aunque de izquierda, que pretende rechazar toda inversión que no sea uruguaya".  El manifiesto pidió al gobierno "que considere modificar la ley" y a sus impugnadores "que entiendan también que el país no puede, sin más trámite, dar un portazo a la reforma del Estado y sacudirse de hombros como si eso fuera sin costo en el mundo actual".
En las discusiones internas que trascendieron a la prensa difundidas por "Búsqueda" -e informó de la existencia de partidarios de apoyar la derogación de la ley (Wilson Sanabria en tanto otros se inclinaban por dejar en libertad de acción a su electorado (Hugo Granucci y Miguel Manzi codirectores del semanario "Sobre Todo") y algunos estaban a favor de su mantenimiento (como el Dr. Tarigo), mientras que la táctica de Sanguinetti apuntaba a tratar de "hacer bajar del caballo a Lacalle" reformando la ley.
Finalmente, después de conocidas las primeras encuestas de "Factum" indicando que existía inclinación de 42% sobre 28% para apoyar la derogación de la Ley, el Foro Batllista resolvió sumarse al Frente Amplio y votar por el "Si".
El viernes 6 de noviembre se reunió la Asamblea de agrupaciones del Herrerismo en el Pacacio Sud Amarica, enjuiciándose duramente la posición del Foro Batllista, con afirmaciones tales como "El 13 de diciembre les vamos a dar por la cabeza y vamos a dejar pegado a este cínico de Sanguinetti", según el Diptuado Arturo Heber. El Diputado Jaime Trobo sostenía que "El Foro Batllista no ha hecho otra cosa que subirse al carro del Frente Amplio. ¡Hay que darles duro¡". Durante el fin de semana, en Piriapolis en un encuentro de jóvenes Luis Alberto Heber sostuvo que declaraciones luego publicadas en el diario "La República", que Sanguinetti es "un ególatra y un cínico dijo que lo que él pensaba era lo que pensaba el país. ¡Agrandado el hombre¡", añadiendo que el Herrerismo se siente "absolutamente traicionado por el Foro Batllista".
El Presidente Lacalle puso las cosas en su lugar con respecto a la posición del gripo de Sanguinetti en nota aparecida en la contratapa de "Búsqueda" de la semana anterior del plebisito. Señaló que: 

Las actitudes del Foro Batllista pueden ser cronológicamente pautadas porque pueden esclarecer mucho al electorado. Antes de conformarse el Foro, el Dr. Julio Sanguinetti apoyo a Jorge Batlle en las elecciones de 1989. En representación del Dr. Sanguinetti. aún en la Presidencia, el Dr. Enrique Tarigo recibió de mí la preocupación y el interés por reformar empresas del Estado en el Parque Hotel. Así se acordó en bases que lamentabiemeate no se escribieron y no se hicieron firmar. El jueves anterior a la Semana Santa de 1990, todos los líderes, entre ellos el Dr. Sanguinetti, recibieron un anteproyecto de ley de empresas públicas que incluía, en ese entonces, el tema de los puertos. Cinco meses más tarde, en septiembre, el Consejo de de Ministros envió al parlamento un proyecto de ley que contenía ia reforma de empresaspúblicas y puertos, conjuntamente. En ese ámbito el Ministro Solari dijo que habiendo consultado con el Dr. Sanguinetti, daba su apoyo a la iniciativa que en ese momento se enviaba. El proyecto llena al Parlamento, durante 16 meses se discute, distintos sectores aportan modificaciones y se desglosa el tema puertos. El Foro Batllista no votó ninguno de estos artículos tan cuestionados. La ley se cuestiona mediante el recurso en julio, el Foro Batllista no dice una palabra, y no se obtienen los votos suficientes para convocar el referéndum. Se cuestiona en octubre, el Dr. Sangiuinetti no dice una palabra, y los impulsores de la derogación alcanzan el 25% del electorado para la realización del plebiscito. Cuarenta y tres días antes del plebiscito aparece un proyecto de ley que no apareció durante 30 meses, planteando una reforma del Estado, que tampoco se planteó durante el gobierno anterior. Por tanto, yo no puedo considerar esta reforma como algo oportuno y diría que ni siquiera serio. Es más, diré que la alarma que el Dr. Sanguinetti manifiesta por la venta de las joyas de la abuela no la manifestó ni en julio, ni en octubre. Si el Frente Amplio no inicia la campaña, el Dr. Sanguinetti deja vender las joyas de los abuelos, salvo que haya descubierto que esto era malo tardíamente.

También señaló que de triunfar el "Sí", la "señal que se da es muy mala, agravada por la propaganda contra el capital extranjero. Ese clima desaforado y agraviante es el que un inversor va a tener en cuenta. Y como el capital se cuida mucho, sabiendo que tiene desde la China comunista en adelante para invertir, estas señales no van a ser bien recibidas".
Corresponde señalar la posición de Jorge Pacheco Areco quien en un extenso reportaje en "Búsqueda", el 26 de noviembre, sostuvo entre otros conceptos que "el Sí es un mensaje que aleja a todos los inversores y no sólo a los extranjeros", agregando que "la argumentación esgrimida en contra de la ley supone una concepción estatista, desconfiada y hasta hostil, del sector privado y de la inversión extranjera, cuyo fracaso está demostrado con la caída del socialismo real. Todo esto ya ha sido superado en el mundo entero. Políticamente, la iniciativa del referéndum correspondió, en lo fundamental, al Frente Amplio, quien, además, ha llevado el mayor peso de la campaña. AI pronunciarme categóricamente por el No, me disocio de ambos aspectos implícitos en el referéndum, el conceptual y el político, y reafirmo así la invariable línea que he seguido".

## Repercusiones
El domingo 13 de diciembre de 1992 el "Sí" recibió 1.293.016 votos contra 489.302 del "No", con 22.327 sufragios en blanco, 36.992 anulados y 100.191 observados, registrándose un total de 1.941.829 personas que concurrieron a votar. Los cinco artículos de la Ley de Empresas Públicas quedaron derogados. Este resultado sorprendió a muchos puertas afuera, en medio de una Latinoamérica en plena fiebre privatizadora. Sin embargo, otros consideraron que quedó en evidencia la impopularidad del programa de gobierno de Lacalle; si bien desde el punto de vista formal esta derrota en un plebiscito no equivalió a "derrotar al gobierno", muchos sintieron que así estaban votando.